# Cureggio
Cureggio – miejscowość i gmina we Włoszech, w regionie Piemont, w prowincji Novara.
Według danych na rok 2004 gminę zamieszkiwało 2248 osób, 281 os./km².